# Lavau, Yonne
Lavau là một xã thuộc tỉnh Yonne trong vùng Bourgogne-Franche-Comté miền bắc nước Pháp.